# A Nação, a Lei, o Rei

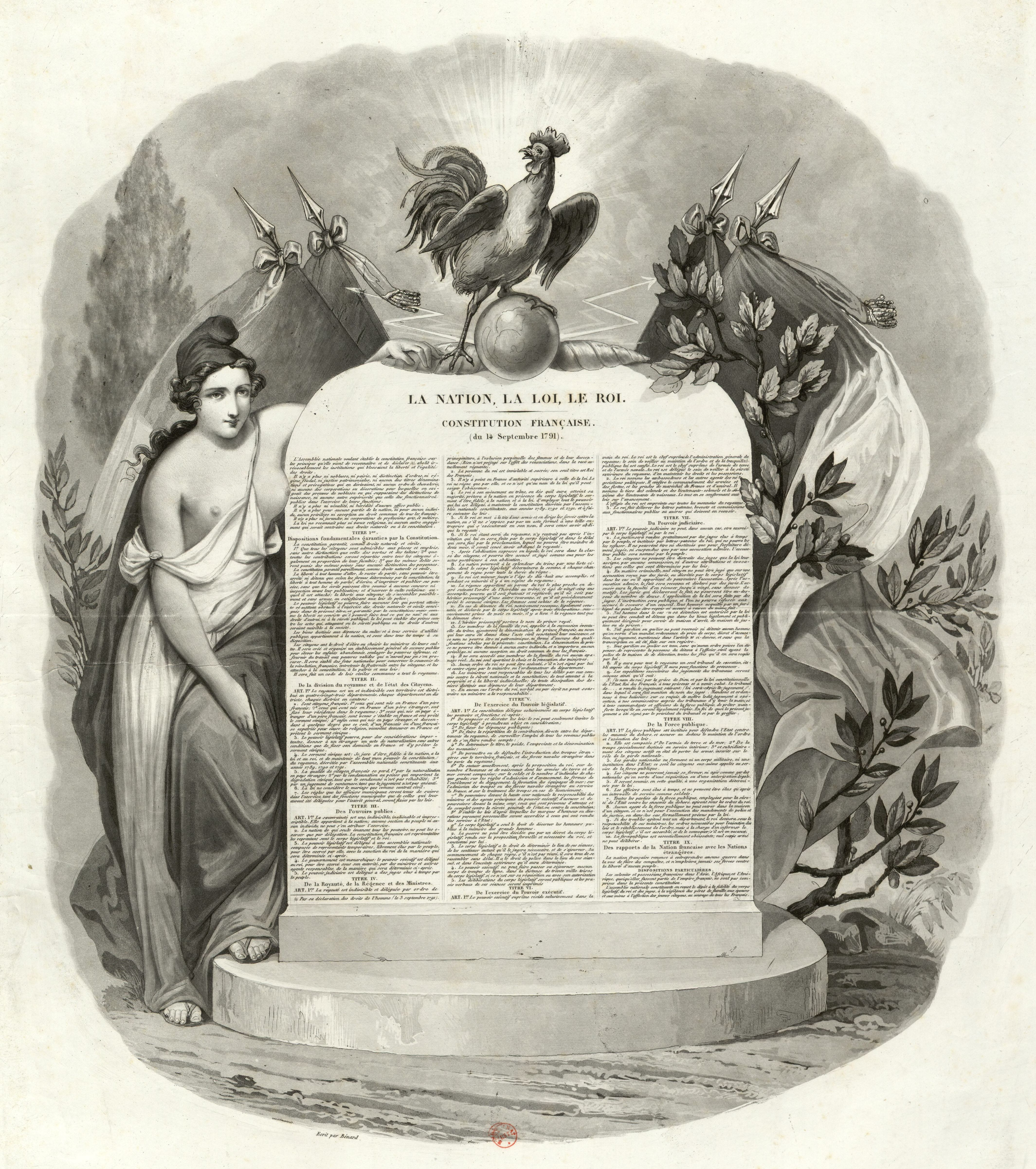
Gravura em comemoração à Constituição Francesa de 1791, encimada pelo lema la Nation, la Loi, le Roi.

A Nação, a Lei, o Rei (la Nation, la Loi, le Roi) foi o lema nacional da França durante o período da Monarquia Constitucional (1791-1792).
Foi o primeiro lema oficial da Revolução Francesa, em uma tentativa inicial de unir a monarquia francesa aos novos valores revolucionários de soberania nacional e igualdade perante a lei. Com a queda de Luís XVI e a fundação da Primeira República Francesa (1792), o lema constitucional seria substituído de forma semi-oficial pelo famoso "Liberdade, Igualdade, Fraternidade".
A divisa está inscrita na Constituição Francesa de 1791, bem como nas moedas e emblemas comemorativos da época.